# Липице
Липице е село в Лишко-сенска жупания в Хърватия. Населението му е 154 души (по преброяване от март 2011 г.).
Липице разположено в северната част на основния селскостопански масив в Лика.

## История
То е споменато за първи път в писмен източник в 1638 г. Селото принадлежи към община Бринйе.